# Edwin R. Meade

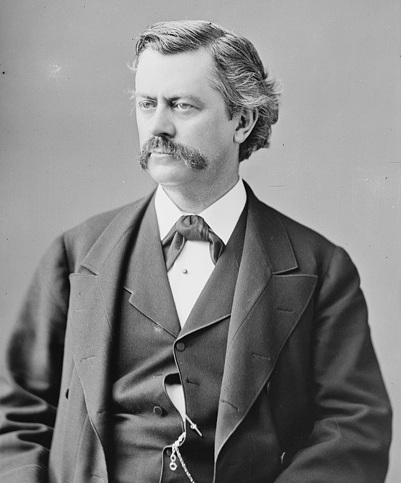
Edwin R. Meade, 1875

Edwin Ruthven Meade (* 6. Juli 1836 in Norwich, New York; † 28. November 1889 in New York City) war ein US-amerikanischer Jurist und Politiker. Zwischen 1875 und 1877 vertrat er den Bundesstaat New York im US-Repräsentantenhaus.

## Werdegang
Edwin Ruthven Meade verfolgte eine akademische Laufbahn. Er studierte Jura. Seine Zulassung als Anwalt erhielt er 1858 und begann dann in Norwich zu praktizieren. 1872 zog er nach New York City, wo er weiter als Anwalt tätig war. Politisch gehörte er der Demokratischen Partei an. Bei den Kongresswahlen des Jahres 1874 wurde Meade im fünften Wahlbezirk von New York in das US-Repräsentantenhaus in Washington, D.C. gewählt, wo er am 4. März 1875 die Nachfolge von William R. Roberts antrat. Da er auf eine erneute Kandidatur im Jahr 1876 verzichtete, schied er nach dem 3. März 1877 aus dem Kongress aus. Danach ging er wieder seiner früheren Tätigkeit nach. Er starb am 28. November 1889 in Ward's Island Insane Asylum in New York City an den Folgen der Syphilis und wurde auf dem Friedhof in Greene beigesetzt.